# جو ماكننيس
جو ماكننيس (بالإنجليزية: Joe McInnes)‏ هو لاعب كرة قدم بريطاني، ولد في 9 ديسمبر 1932. لعب مع نادي بارتيك ثيسل ونادي لانارك الثالث وهاميلتون أكاديميكال.